# Compianto sul Cristo morto
Il Compianto sul Cristo morto è un soggetto dell'arte sacra cristiana, divenuto popolare a partire dal XIV secolo (1303-1305)e soprattutto nel Rinascimento. In esso viene rappresentato Gesù dopo la sua deposizione dalla croce, circondato da vari personaggi che ne piangono la morte.

Compianto sul Cristo morto

Nel racconto della Passione di Cristo la scena del Compianto si colloca tra la Deposizione dalla Croce e la Deposizione nel Sepolcro.
I personaggi sono quelli che, secondo i Vangeli, che però non concordano sulla narrazione di questi fatti, assistettero alla morte di Gesù in croce o si occuparono della sua sepoltura: Maria, l'apostolo Giovanni, la Maddalena e le pie donne, Giuseppe d'Arimatea e Nicodemo.

Nel campo della pittura un esempio precoce e notevolissimo di Compianto è quello realizzato da Giotto nel ciclo di affreschi della Cappella degli Scrovegni a Padova.

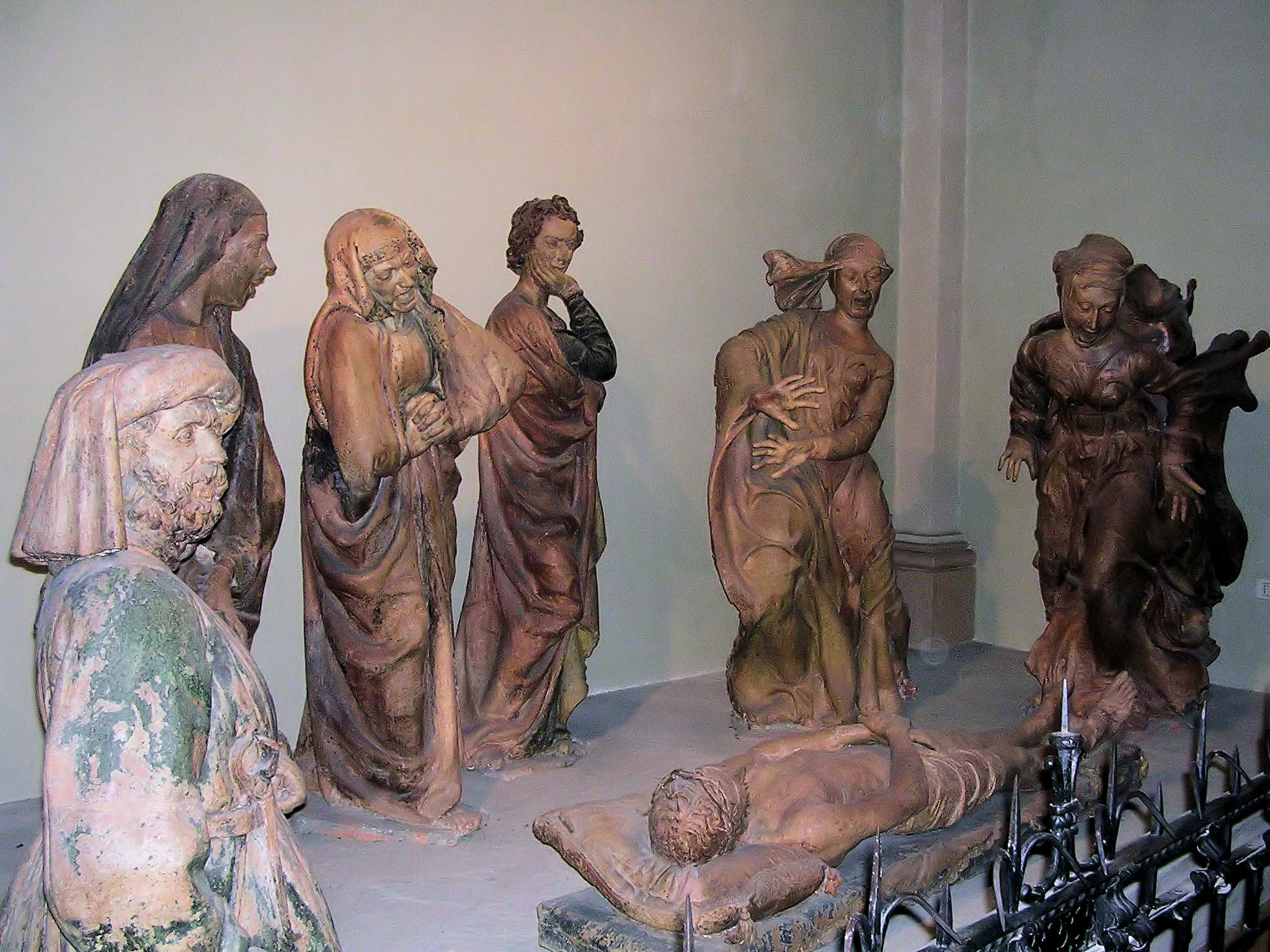
Niccolò dell'Arca, Compianto sul Cristo morto, S. Maria della Vita, Bologna

Nel campo della scultura il termine Compianto identifica un gruppo di statue, di grandezza naturale, con il corpo del Cristo disteso a terra, ormai segnato dal rigor mortis collocato al centro della scena e le figure degli astanti disposte in semicerchio attorno ad esso in modo da ottenere un evidente effetto teatrale, e favorire così la immedesimazione dei fedeli nel tragico evento. 
Compianti molto noti, caratterizzati da forte drammaticità e intensità espressiva, sono il gruppo in terracotta di Niccolò dell'Arca (1460-1490 circa), che si trova nella chiesa di Santa Maria della Vita a Bologna ed il Compianto sul Cristo morto del Mazzoni (1492) presso la Chiesa di Sant'Anna dei Lombardi a Napoli.
Un soggetto affine al Compianto è la Pietà: in essa Gesù morto è rappresentato tra le braccia di Maria, o talvolta di angeli o altri personaggi.